# Veranclassic-Ago
A Veranclassic-Ekoi (código UCI: VER) é uma equipa ciclista belga. Foi criado em 2013 com corredores que vieram do Geofco-Ville d'Alger.

## História da equipa
A equipa foi criada como equipa continental em 2013, com vários ciclistas procedentes do conjunto Geofco-Ville d'Alger, pelo seu director Geoffrey Coupé. Na sua primeira temporada como continental consegue pobres resultados e só conseguiu subir ao pódio no Grande Prêmio Pino Cerami com Andris Smirnovs.
Em 2014, a equipa mudou de nome chamando-se Veranclassic-Doltcini. O director, Geoffrey Coupé anunciou os contratos do sprinter francês Fabien Bacquet, procedente da formação BigMat-Auber 93, de Denis Flahaut procedente da Colba-Superano Ham e Yu Takenouchi atual campeão japonês de Cyclo-cross.

## Classificações UCI
A equipa participa nos circuitos continentais, principalmente no UCI Europe Tour.

### UCI Europe Tour
| Temporada | Classificação por equipas | Melhor corredor | Posição |
| 2012-2013 | 91.º                      | Gorik Gardeyn   | 377.º   |
| 2013-2014 | 58.º                      | Joeri Stallaert | 148.º   |

### UCI Asia Tour
| Temporada | Classificação por equipas | Melhor corredor  | Posição |
| 2013-2014 | 58.º                      | Bob Schoonbroodt | 114.º   |

## Palmarés
Para anos anteriores, veja-se Palmarés da Veranclassic-Ekoi

### Palmarés de 2016

#### Circuitos Continentais da UCI
| Datas      | Circuito                | Carreiras                       | Ganhador        |
| 8 de abril | UCI Africa Tour de 2016 | 8.ª etapa do Tour de Marrocos   | Justin Jules    |
| 22 de maio | UCI Africa Tour de 2016 | 2.ª etapa da Volta à Tunísia    | Justin Jules    |
| 24 de maio | UCI Africa Tour de 2016 | 4.ª etapa da Volta à Tunísia    | Matthias Legley |
| 9 de julho | UCI Europe Tour de 2016 | Grande Prêmio Stad Sint-Niklaas | Justin Jules    |

## Elenco
Para anos anteriores, veja-se Elencos da Veranclassic-Ekoi

### Elenco de 2016
| Nome                  | Nascimento | Nacionalidade | Equipa de 2015                     |
| Kenny Bouvry          | 07/04/1994 | Bélgica       | Neoprofissional                    |
| Jonathan Breyne       | 04/01/1991 | Bélgica       | Veranclassic-Ekoi                  |
| Alexis Caresmel       | 03/07/1992 | França        | Neoprofissional                    |
| Adrien Caulfield      | 28/07/1993 | França        | Neoprofissional                    |
| Niels De Rooze        | 06/09/1992 | Bélgica       | Veranclassic-Ekoi                  |
| Julien Dechesne       | 10/04/1991 | Bélgica       | Veranclassic-Ekoi                  |
| Justin Jules          | 20/09/1986 | França        | Veranclassic-Ekoi                  |
| Mathias Krigbaum      | 03/02/1995 | Dinamarca     | Veranclassic-Ekoi                  |
| Matthias Legley       | 15/01/1994 | Bélgica       | Neoprofissional                    |
| Antoine Leleu         | 20/10/1993 | Bélgica       | Veranclassic-Ekoi                  |
| Sam Lennertz          | 03/09/1990 | Bélgica       | Vastgoedservice-Golden Palace      |
| Christophe Masson     | 06/09/1985 | França        | Differdange-Apiflo Vacances (2008) |
| Yannick Mayer         | 16/02/1991 | Alemanha      | Bike Aid                           |
| Robin Mertens         | 08/11/1991 | Bélgica       | Neoprofissional                    |
| Dimitri Peyskens      | 26/11/1991 | Bélgica       | Team 3M                            |
| Ioannis Spanopoulos   | 20/05/1993 | Grécia        | Etcetera Worldofbike (2013)        |
| Julien Van den Brande | 06/01/1995 | Bélgica       | Veranclassic-Ekoi                  |
| Massimo Vanderaerden  | 21/01/1995 | Bélgica       | Neoprofissional                    |
| Arnaud Voss           | 04/11/1992 | Bélgica       | Veranclassic-Ekoi                  |

1. 1 2  Desde 13 de julho
2. ↑  Até a 14 de março

Stagiares

Desde a 1 de agosto, os seguintes corredores passaram a fazer parte da equipa como stagiaires (aprendizes à prova).
| Corredor      | Nascimento | Nacionalidade | Equipa de 2016 |
| ------------- | ---------- | ------------- | -------------- |
| Axel Flet     | 01/05/1994 | França        |                |
| Samuel Leroux | 27/11/1994 | França        |                |